# Prvenstvo Hrvatske u dvoranskom hokeju 2003.
Prvenstvo Hrvatske u dvoranskom hokeju za 2003. je deveti put zaredom osvojio Marathon - Senso iz Zagreba. 

## I. A liga

### Prvi dio
| mj      | klub                       | ut      | pob     | ner     | por     | gol+    | gol-    | bod     |
| A grupa | A grupa                    | A grupa | A grupa | A grupa | A grupa | A grupa | A grupa | A grupa |
| ------- | -------------------------- | ------- | ------- | ------- | ------- | ------- | ------- | ------- |
| 1.      | Marathon - Senso (Zagreb)  | 3       | 3       | 0       | 0       | 25      | 12      | 9       |
| 2.      | Jedinstvo (Zagreb)         | 3       | 2       | 0       | 1       | 25      | 15      | 6       |
| 3.      | Centar (Zagreb)            | 3       | 1       | 0       | 2       | 13      | 16      | 3       |
| 4.      | Trešnjevka (Zagreb)        | 3       | 0       | 0       | 3       | 6       | 26      | 0       |
|         |                            |         |         |         |         |         |         |         |
| B grupa |                            |         |         |         |         |         |         |         |
| 1.      | Mladost (Zagreb)           | 3       | 3       | 0       | 0       | 27      | 2       | 9       |
| 2.      | Concordia (Zagreb)         | 3       | 2       | 0       | 1       | 12      | 20      | 6       |
| 3.      | Zelina (Sveti Ivan Zelina) | 3       | 1       | 0       | 2       | 14      | 19      | 3       |
| 4.      | Atom (Zagreb)              | 3       | 0       | 0       | 3       | 9       | 21      | 0       |

### Doigravanje
| klub1            | rez.          | klub2         |
| poluzavršnica    | poluzavršnica | poluzavršnica |
| ---------------- | ------------- | ------------- |
| Marathon - Senso | 6:2           | Concordia     |
| Mladost          | 3:4           | Jedinstvo     |
|                  |               |               |
| za prvaka        |               |               |
| Marathon - Senso | 4:4 (4:2 7m)  | Jedinstvo     |

## I. B liga
| mj | klub                   | ut | pob | ner | por | gol+ | gol- | bod |
| -- | ---------------------- | -- | --- | --- | --- | ---- | ---- | --- |
| 1. | Trnje (Zagreb)         | 3  | 3   | 0   | 0   | 20   | 5    | 9   |
| 2. | Zagreb (Zagreb)        | 3  | 1   | 1   | 1   | 11   | 9    | 4   |
| 3. | Akademičar (Zagreb)    | 3  | 1   | 1   | 1   | 7    | 15   | 4   |
| 4. | Srednjoškolac (Zagreb) | 3  | 0   | 0   | 3   | 4    | 13   | 0   |